# Czersk
Czerskⓘ é uma cidade localizada no norte da Polônia. Pertence à voivodia da Pomerânia, no condado de Chojnice. É a sede da comuna urbano-rural de Czarne. De 1975 a 1998, administrativamente, a cidade pertencia à voivodia de Bydgoszcz.
Czersk recebeu um foral de cidade em 1382, retirado em 1772. A cidade real estava localizada na segunda metade do século XVI no condado de Tuchola da voivodia da Pomerânia. Readquiriu os direitos de cidade em 1 de julho de 1926.
Estende-se por uma área de 9,7 km², com 9 843 habitantes, segundo o censo de 31 de dezembro de 2024, com uma densidade de 1 012 hab./km².

## Toponímia
Sob a divisão prussiana, a cidade era chamada de Polnisch Czersk – Czersk Polski, o que está registrado no Dicionário Geográfico do Reino da Polônia, publicado em 1880-1902. Durante a ocupação alemã, o nome foi alterado para Heiderode.
Um inventário geográfico e topográfico de cidades e vilarejos na Prússia de 1835, de autoria de J. E. Muller, lista o nome polonês atualmente usado Czersk com o acréscimo em alemão – Polnisch.

## História

### Antiguidade
O assentamento em Czersk e arredores tem suas origens na cultura da Pomerânia Oriental. Descobertas arqueológicas indicam que, na virada de nossa era, um ramo da rota comercial ia de Tuchola a Czersk, Rytel e Chojnice até o mar Báltico. Os círculos de pedra em Odry também datam desse período.
Sítios arqueológicos do início da Idade do Ferro (c. 500 a.C. — c. 125 a.C.) foram identificados em Czersk.

### Idade Média
Foram descobertos vestígios de um assentamento medieval inicial (séculos VII a XIII), embora tenha se desenvolvido com pouca intensidade devido à localização geográfica desfavorável da área. No século XII, Czersk fazia parte do chamado Zabory, ou seja, as áreas que ficavam atrás da floresta, e essas, por sua vez, faziam parte da castelania de Raciąż. Durante o reinado dos duques da Pomerânia, o assentamento foi estruturado sob a lei polonesa. Foi mencionado pela primeira vez em 1330 e, durante o reinado dos Cavaleiros Teutônicos, a partir de 1309, Czersk e seus arredores pertenceram ao comando de Tuchola. Durante a Guerra dos Treze Anos (1454–1466), os borowiaks locais forneceram aos soldados de Casimiro IV Jagelão quantidades consideráveis de alimentos e, por isso, receberam um privilégio municipal do rei. Após a conclusão da Segunda Paz de Toruń, Czersk retornou à Polônia e se tornou uma propriedade real (vila real). Czersk, então, pertencia ao estarostado de Tuchola e era a sede do Tribunal dos apicultores. Em 1565, havia em Czersk uma pousada, um moinho de água de uma roda e uma igreja. A população estava envolvida com a apicultura, o que se devia à abundância de florestas na área. O apicultor, Jakub Glus, era responsável por 24 apicultores da “floresta de Czersk”.
No século XVII, uma cervejaria foi instalada no vilarejo e Czersk se tornou a sede da chamada Economia de Czersk, que foi arrendada, entre outros, pelos Raczyńskis do brasão de Nałęcz, pelos Kilińskis do brasão de Junosza e, a partir de meados do século XVII, pelos Łukowiczs, que receberam o usufruto perpétuo da Economia.

### Dilúvio sueco
Nos anos de 1655 a 1660, Czersk entrou em declínio, como resultado da devastação causada pelo Dilúvio sueco durante a guerra. A população local, com o pároco, padre Gradzikowski, teve que se esconder dos suecos nas florestas próximas. O direito de realizar feiras em Czersk, concedido pelo rei Estanislau II Augusto, contribuiu para a reconstrução da cidade em ruínas.
Na administração da igreja, Czersk, com Starogard, constituía um decanato separado com sede em Czersk. Nos séculos XVII e XVIII, havia uma escola paroquial em Czersk.

### Partição prussiana

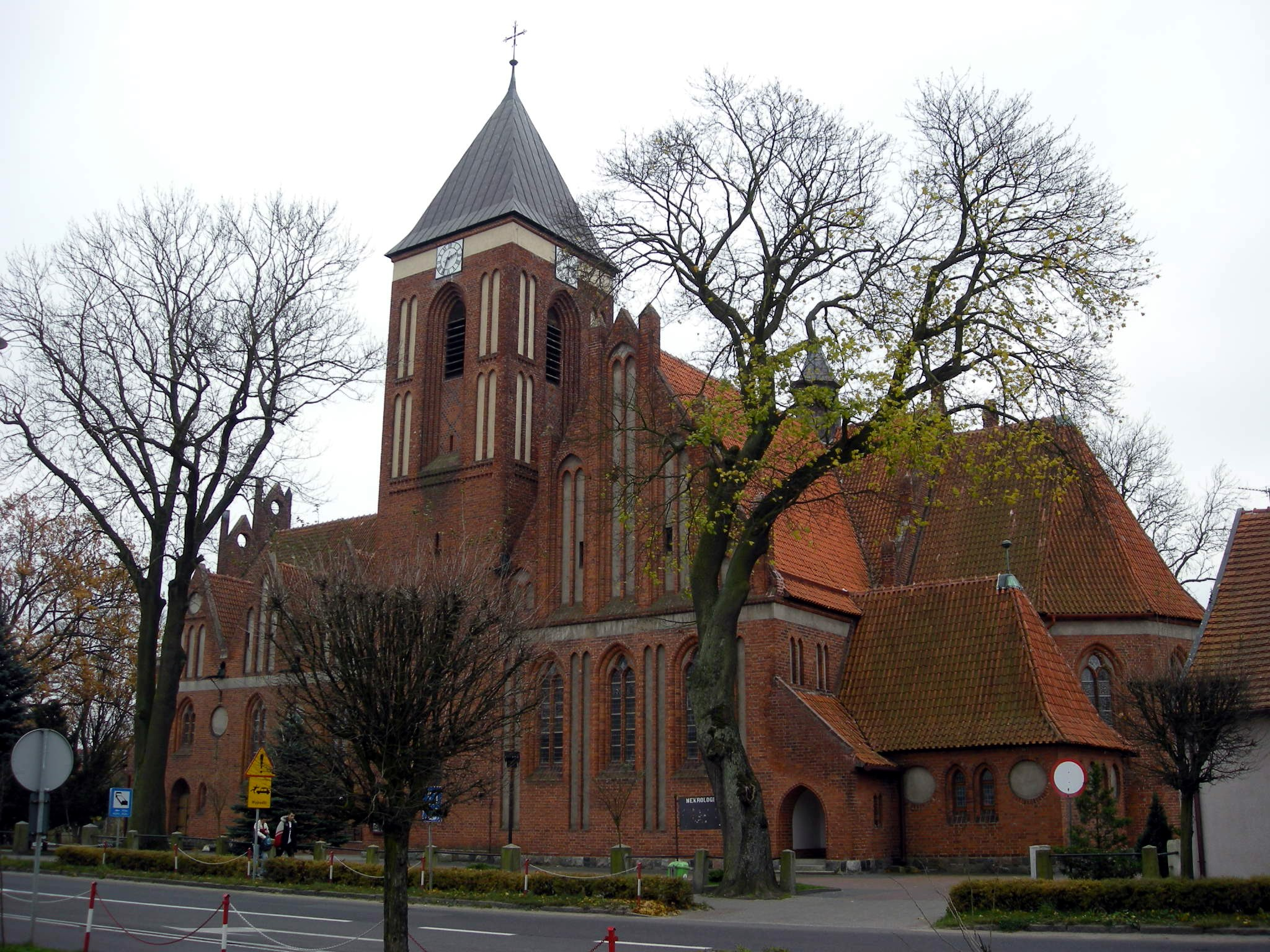
Igreja de Santa Maria Madalena

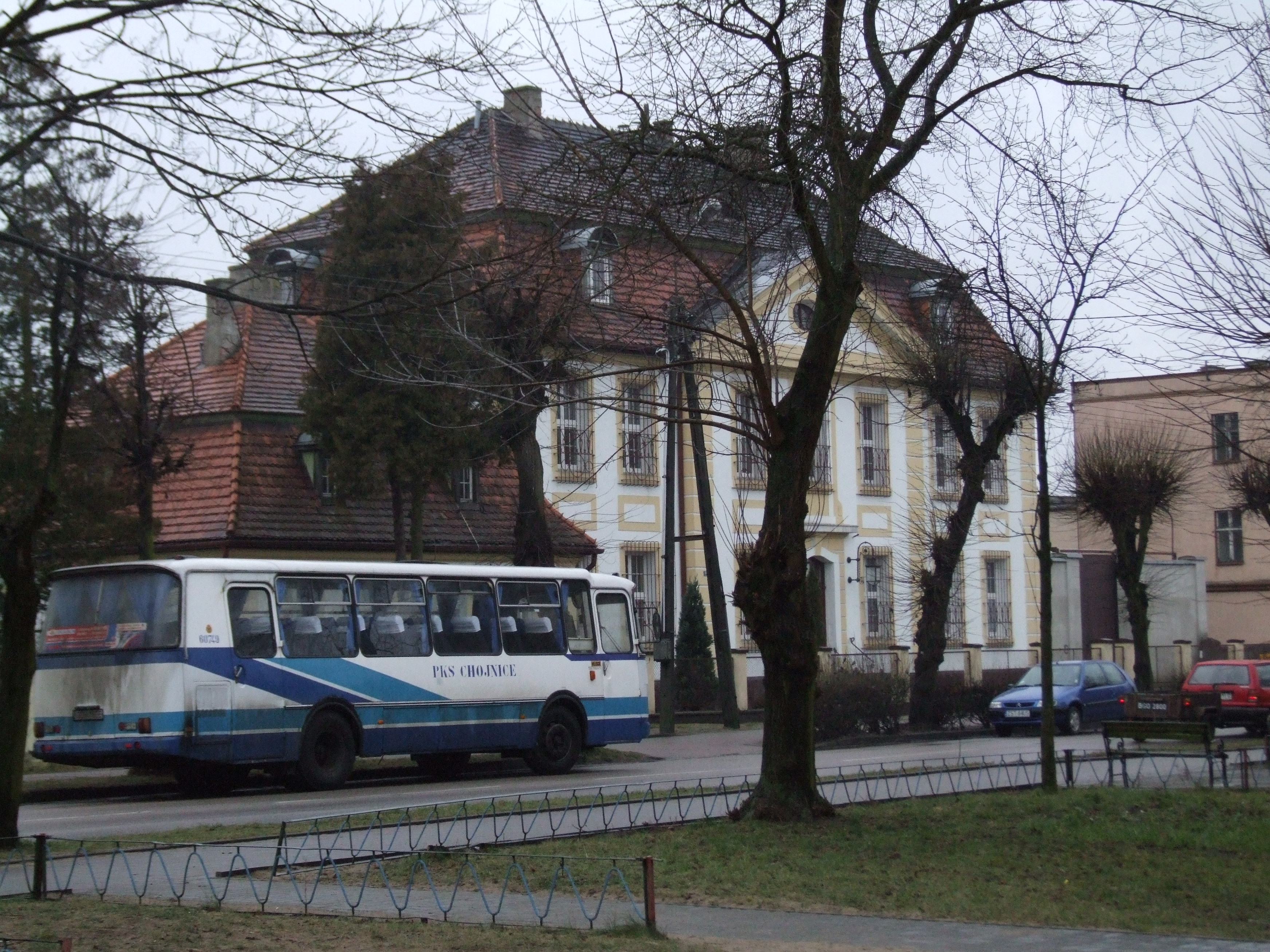
Prédio do antigo tribunal — atual Penitenciária de Czersk

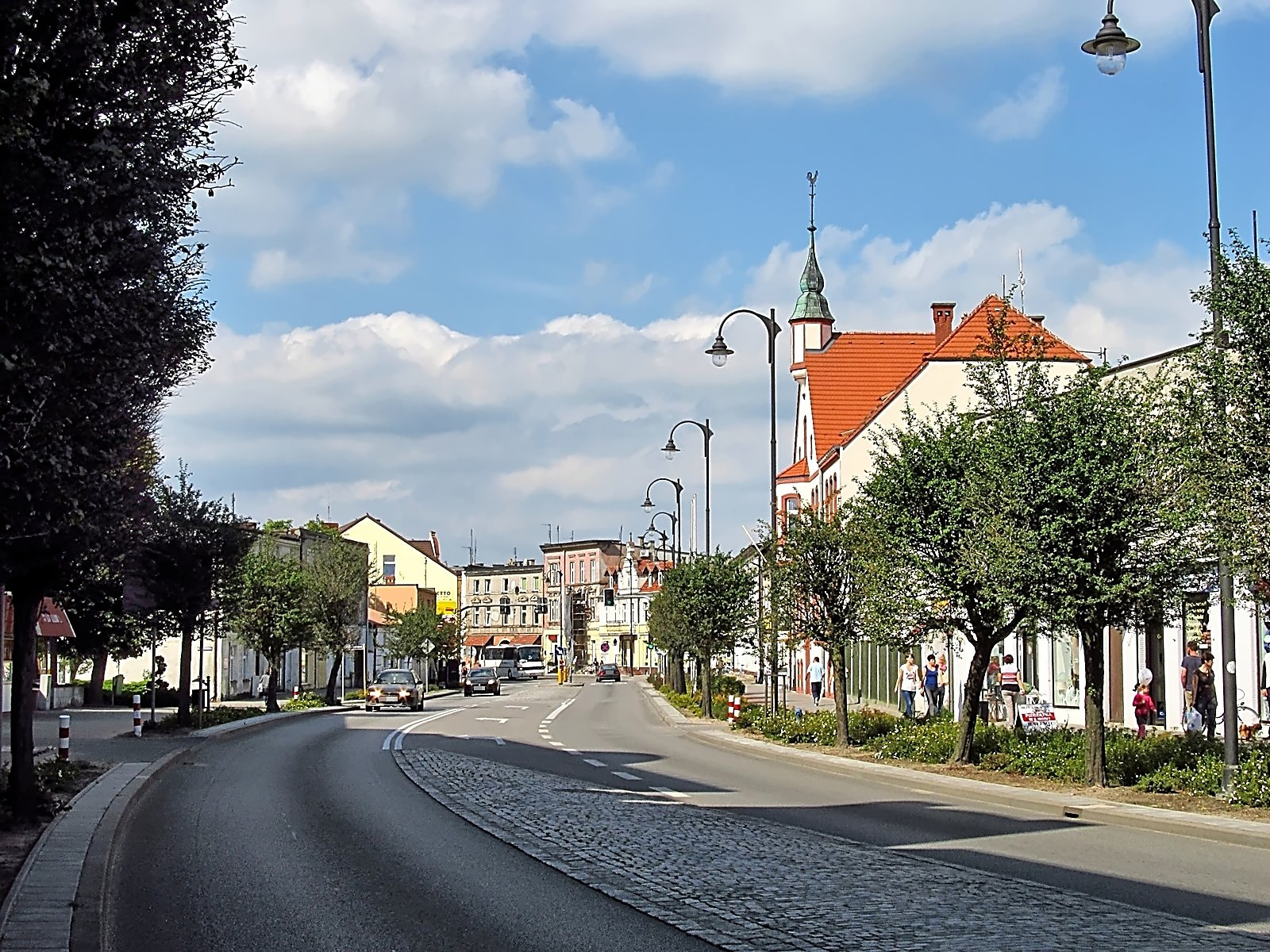
Rua Kościuszki

Em 1809, em Czersk, com o consentimento do proprietário de Czersk, Jan Warsz (Nepomuk Waza) Dembiński, foi organizada uma escola para as crianças do vilarejo e da área circundante, financiando o salário de um professor. O aprendizado ocorria principalmente no inverno, e as crianças liam vários livros didáticos coletados pelo professor. Jan Dembinski, com base em ordens estatais de 1816, concedeu direitos de propriedade a 16 burgueses em troca de trabalho em suas terras por um determinado número de dias por semana. Essas condições não foram aceitas pelos camponeses, e o processo de regulamentação das relações camponesas em Czersk foi concluído em 1856 e, até mesmo em 1916, a questão do direito de pescar desses 16 camponeses de Czersk ainda estava sendo considerada.
Em 21 de fevereiro de 1832, um dos primeiros destacamentos da Levante de Novembro, marchando de Tczew, parou para pernoitar em Czersk. A unidade consistia em 120 soldados rasos e 40 oficiais sob o comando de Wincenty Pol. Esse evento foi comemorado por Wincenty Pol em seu poema.
Nos anos de 1828 a 1830, a chamada rota napoleônica que passava por Czersk foi reconstruída, marcando essa estrada como a rota do correio real. Em 1867, a primeira farmácia foi instalada no vilarejo; em 1870, foi inaugurada uma agência postal com telégrafo, que também lidava com o transporte de viajantes; e nos anos de 1871 a 1873, uma linha ferroviária de via dupla de Berlim a Königsberg e Gdansk foi construída via Czersk como parte da rede Preußische Ostbahn. Czersk ganhou uma conexão com Szlachta e, por meio dela, com Laskowice e Skórcz. O primeiro trem foi para Szlachta em 20 de agosto de 1908. Czersk tornou-se um centro do setor madeireiro. Seu desenvolvimento econômico resultou no fato de que, em 1880, já havia em Czersk um Banco do Povo, uma Companhia Agrícola e Comercial e, ao lado de um moinho de água, uma serraria, uma fábrica de tijolos e uma cervejaria. Havia quatro grandes feiras de gado e de barracas por ano.
Em 1892, a então aldeia de Czersk tinha 3 133 habitantes, dos quais 2 348 eram poloneses (75%), 615 alemães (20%) e 170 judeus (5%).
Em abril de 1900, ocorreram atos de agressão contra judeus na localidade, consistindo principalmente na destruição de seus bens. As janelas da sinagoga e de várias casas foram quebradas. A polícia interveio, atirando nos agressores. Houve vários feridos e muitos presos. Esses incidentes foram um reflexo de distúrbios antissemitas muito mais graves que ocorreram na época na vizinha Chojnice.
Na virada do século XIX para o século XX, a Fábrica de Máquinas Agrícolas “Victoria” foi inaugurada em Czersk. Os proprietários desta e de outras fábricas e instalações exploravam os trabalhadores que nelas trabalhavam, o que levou a uma onda de greves entre 1904 e 1910.
De 5 de novembro de 1906 a 18 de abril de 1907, houve uma greve de crianças na escola primária local contra o ensino religioso em alemão. Um total de 207 crianças participaram da greve. Dois deles, como iniciadores da greve, receberam a punição de açoitamento com 12 varas cada um. A greve foi parte de uma ação muito maior de resistência passiva contra as autoridades escolares prussianas, que na virada de 1906 e 1907 envolveu mais de 460 escolas na província da Prússia Ocidental (ou seja, Pomerânia de Gdansk, Krajna, Powiśle, Terra de Chelmno e Lubawa). As greves da Pomerânia foram inspiradas por ações anteriores de crianças na província da Grande Polônia, com a famosa greve em Września (1901) na vanguarda.

### Período entre guerras
Em virtude do Tratado de Versalhes, o exército polonês entrou em Czersk em 29 de janeiro de 1920, passando a vila para a posse da Polônia. Uma comuna unitária foi criada em Czersk, e Józef Ostrowski foi nomeado o primeiro administrador e prefeito (comissário) da aldeia. Em 14 de maio de 1926, foi publicada a Portaria do Conselho de Ministros de 30 de abril de 1926, que permitia que a comuna rural de Czersk, no condado de Chojnice, na voivodia da Pomerânia, adotasse o sistema conforme a portaria municipal prussiana para seis províncias orientais de 30 de maio de 1853 e, segundo o prazo estabelecido, em 1 de julho de 1926, Czersk recebeu direitos municipais. O primeiro prefeito permanente foi Paweł Trybull, eleito pelo Conselho Municipal. Em 1927, em Czersk — já como uma cidade — foi instalada a Inspetoria Distrital de Guardas de Fronteira da Pomerânia.
No período entre guerras, várias fábricas de móveis operavam em Czersk. Aproximadamente 80% da produção dessas fábricas era destinada aos mercados da Silésia e de Varsóvia. Havia também uma fundição de ferro na cidade, a já mencionada fábrica de máquinas agrícolas, 8 serrarias, 3 moinhos a vapor e um moinho de água, além de 2 cervejarias. Grandes feiras e mercados eram realizados regularmente na cidade.
Em 15 de outubro de 1928, foi inaugurada uma linha ferroviária de Czersk a Bąk, que também era uma conexão conveniente para Gdynia. Entre 1928 e 1929, foi construída uma rodovia de concreto ligando Czersk a Tuchola. Novas casas particulares e comunitárias foram construídas na cidade. O sistema de gás foi modernizado, um sistema de esgoto foi implantado e o abastecimento de água foi regulamentado.
A antiga escola pública de quatro classes foi convertida em uma escola departamental de seis classes. Um total de 813 meninas e meninos frequentavam as duas escolas de sete classes. Havia também um jardim de infância e uma escola profissionalizante em Czersk. Havia uma gráfica em Czersk e os seguintes jornais eram publicados na cidade:
| Titulo                             | Anos de publicação | Frequência            |
| ---------------------------------- | ------------------ | --------------------- |
| Czersker Wochenblatt               | 1898–1902          | Semanal               |
| Głos Ludu                          | 1922–1931          | Três vezes por semana |
| Głos Drobnych Rolników i Osadników | 1931               | Sem frequência fixa   |
| Goniec Pomorski                    | 1922–1923          | Sem frequência fixa   |
| Echo Borów Tucholskich             | 1928–1939          | Três vezes por semana |

Os alemães constituíam uma parte importante da população de Czersk: em 1910, 30% da população total, em 1934, cerca de 12%. Eles detinham uma forte posição econômica na cidade, possuindo cerca de metade de suas unidades industriais. Essa situação, especialmente no contexto das más relações entre a Polônia e a Alemanha e da proximidade da fronteira, causou sérias tensões sociais.
Na noite de 23/24 de agosto de 1939, uma mobilização secreta de emergência foi ordenada na Pomerânia. Os reservistas das aldeias vizinhas chegaram a Czersk e foi formado o Batalhão de Defesa Nacional de Czersk, que recebeu o codinome 85.º Batalhão de Infantaria. Essa unidade, após a mobilização, contava com cerca de 900 soldados (excluindo a artilharia) e, mais tarde, tornou-se parte do Grupo Operacional de Czersk, cujo núcleo principal era a Brigada de Cavalaria da Pomerânia. Em 28 de agosto de 1939, o Grupo Operacional de Czersk, sob o comando do general Stanislaw Grzmot-Skotnicki, mudou seu local de comando de Tuchola para Czersk. Além do Grupo Operacional de Czersk, o general Grzmot-Skotnicki também tinha à sua disposição o 81.º Esquadrão Blindado (que era o apoio do comandante) e o 1.º Pelotão do Esquadrão de Acompanhamento.

### Segunda Guerra Mundial
No primeiro dia da guerra, entre as 16 e 17 horas, o Batalhão de Defesa Nacional de Czersk repeliu o avanço inimigo nas posições defensivas da área de Chojnice — Lago Charzykowskie. Como resultado da ofensiva maciça das forças alemãs, foi feita uma retirada para a área da aldeia de Mylof. Nossas próprias perdas foram de cerca de 50 a 60%. Nesse estado, as tropas polonesas foram retiradas para a área de Błądzim e parcialmente dispersas na Floresta Tuchola. Isso foi prejudicado pelo pesado bombardeio das aeronaves alemãs, e um número significativo de soldados foi feito prisioneiro pelos alemães.
As tropas alemãs entraram em Czersk em 3 de setembro de 1939, por volta das 10 horas da manhã. O comandante alemão da cidade era Gross, que organizou o aparato de terror da ocupação — postos do serviço de segurança, polícia de segurança (Schutzpolizei), gendarmaria (comandante Korsanke) e Gestapo. A sinagoga, construída em 1868, foi demolida e o nome da cidade foi mudado para Heiderode (25 de abril de 1942).
O ocupante prosseguiu com a liquidação sistemática da intelligentsia polonesa e das pessoas consideradas perigosas para a Alemanha Nazista. Em 18 de outubro de 1939, a família de Jan Kiedrowski, de Struga, foi assassinada demonstrativamente por colaborar com os guerrilheiros e, em 4 de novembro, 28 habitantes de Czersk foram executados em massa em uma floresta perto de Łukowo. Os alemães desapropriaram os poloneses e os enviaram para campos de concentração.

## Linha do tempo

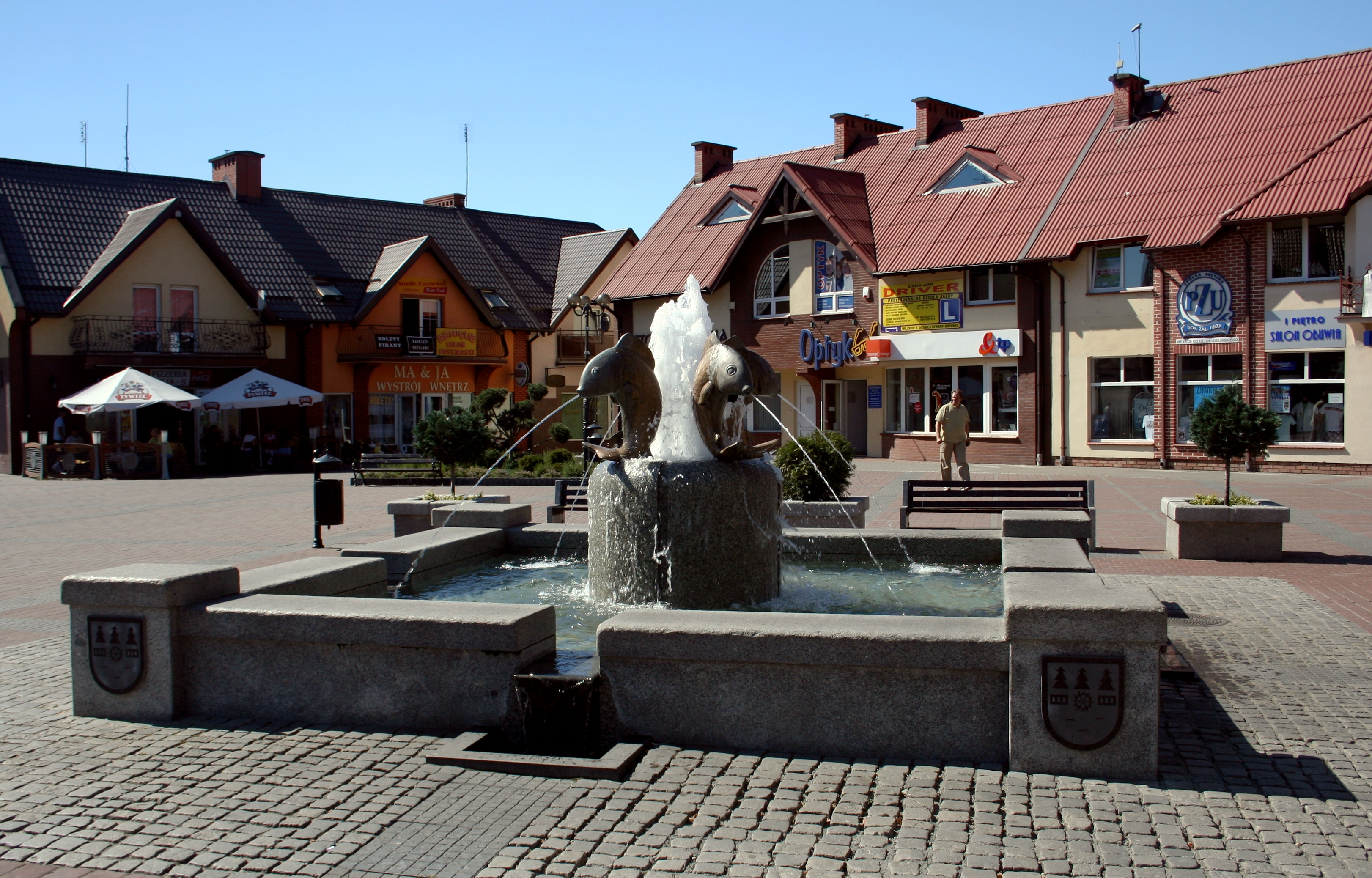
Fonte na praça central da cidade

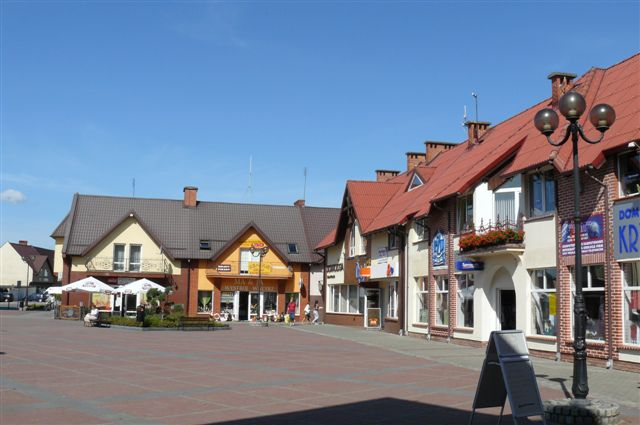
Centro da cidade

- Século XIII — primeira menção à aldeia (nome Czirsk)
- 1309 — entrada no domínio da Ordem Teutônica
- 1382 — incorporação da aldeia sob a Lei de Chelmno
- 1466 — incorporação à Prússia Real em virtude do Segundo Tratado de Paz de Toruń
- Século XVII — destruição da aldeia durante as guerras suecas
- 1772 — entrada na divisão prussiana
- 1873 — obtenção de uma conexão ferroviária, resultando no desenvolvimento da cidade e no início da indústria madeireira
- 1913 — conclusão da atual igreja paroquial
- 1920 — novamente nas fronteiras da Polônia
- 1924 — visita do presidente Stanisław Wojciechowski
- 1926 — concessão dos direitos de cidade
- 6 de agosto de 1928 — visita do presidente Ignacy Mościcki
- 1939–1945 — incorporação ao Terceiro Reich (26 de outubro de 1939), execução de habitantes
- 25 de abril de 1942 — a administração de ocupação da Alemanha Nazista introduziu o nome alemão da cidade Heiderode
- 21 de fevereiro de 1945 — a cidade é ocupada por soldados do Exército Vermelho
- 1994–2002 — reconstrução do centro da cidade

## Demografia
Conforme os dados do Escritório Central de Estatística da Polônia (GUS) de 31 de dezembro de 2024, Czersk é uma cidade pequena com uma população de 9 843 habitantes (21.º lugar na voivodia da Pomerânia e 391.º na Polônia), tem uma área de 9,7 km² (26.º lugar na voivodia da Pomerânia e 629.º lugar na Polônia) e uma densidade populacional de 1 012 hab./km² (25.º lugar na voivodia da Pomerânia e 301.º lugar na Polônia). Entre 2002–2024, o número de habitantes aumentou 4,4%.
Os habitantes de Czersk constituem cerca de 10,28% da população do condado de Chojnice, constituindo 0,42% da população da voivodia da Pomerânia.
| Descrição                         | Total      | Total   | Mulheres   | Mulheres | Homens     | Homens  |
| --------------------------------- | ---------- | ------- | ---------- | -------- | ---------- | ------- |
| unidade                           | habitantes | %       | habitantes | %        | habitantes | %       |
| população                         | 9 843      | 100     | 4 992      | 50,7     | 4 851      | 49,3    |
| área                              | 9,7 km²    | 9,7 km² | 9,7 km²    | 9,7 km²  | 9,7 km²    | 9,7 km² |
| densidade populacional (hab./km²) | 1 012      | 1 012   | 513,1      | 513,1    | 498,9      | 498,9   |

## Monumentos históricos

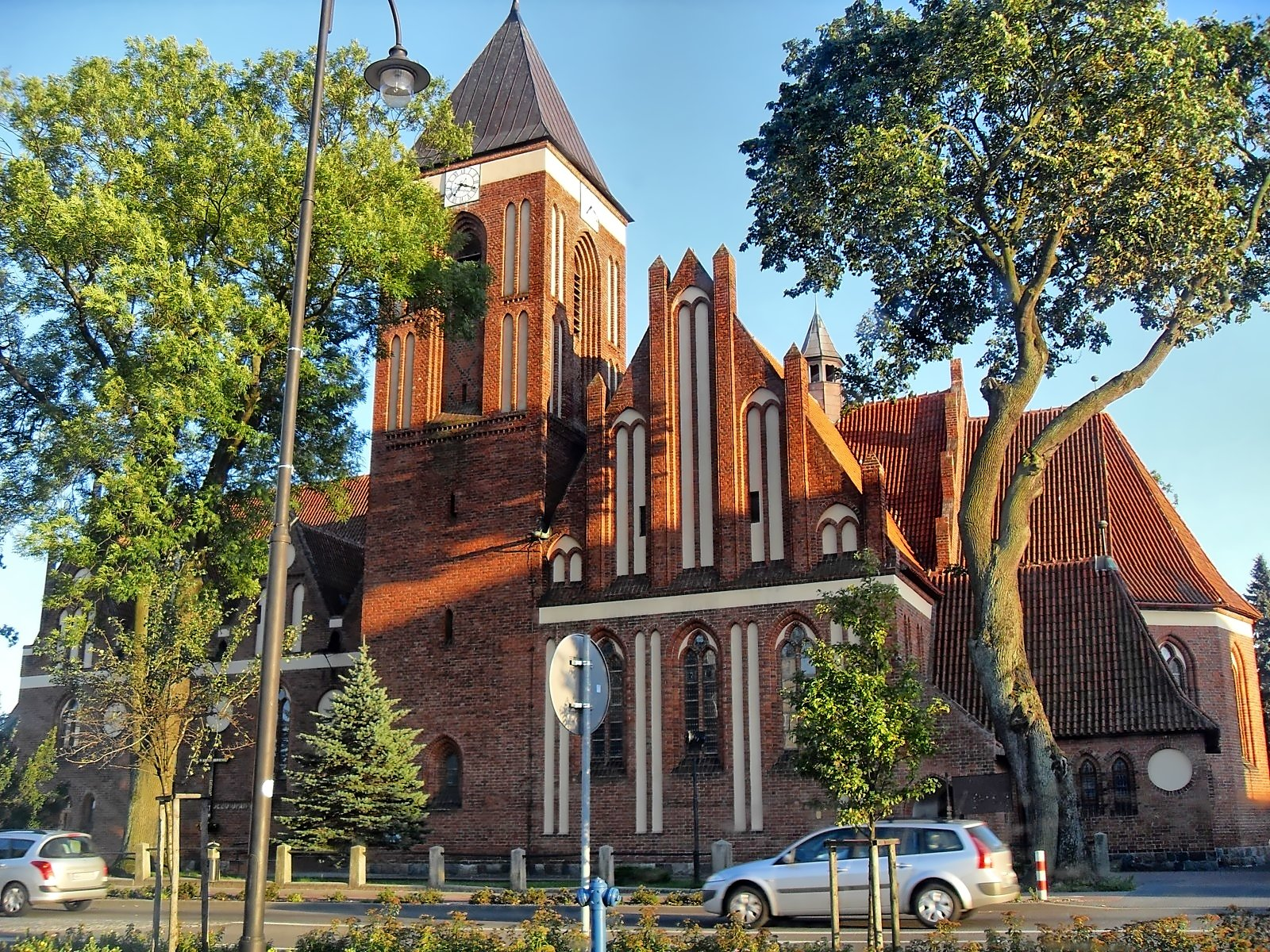
Igreja de Santa Maria Madalena

- Cemitério paroquial de Santa Maria Madalena na rua Królowej Jadwigi[18]
- Igreja neogótica de Santa Maria Madalena[18] construída entre 1910 e 1913, com formato de salão, três naves, planta cruciforme, com uma torre de 40 metros de altura. Altar barroco da Santíssima Trindade, fundado em 1611, originalmente da Catedral de Pelplin, cuja peça central é uma pintura da Santíssima Trindade feita por Herman Han. O altar rococó da Santa Cruz, de 1766, o altar de São Miguel Arcanjo, de meados do século XVIII, uma pia batismal rococó de madeira, de 1766, uma estatueta românica do século XIII e uma estatueta gótica do século XV. Um órgão no estilo barroco de Vístula de 1913
- Casa paroquial ao lado da igreja, construída em 1828 em tijolos, com características classicistas. O prédio de um andar, independente, tem uma planta baixa retangular. No eixo do edifício, na frente, há um pequeno vestíbulo. Telhado de duas águas com a chamada “sobrancelha”, coberto com telhas
- Prefeitura modernista de cerca de 1926 com características neogóticas, com uma janela de sacada, encimada por uma empena
- Complexo do tribunal municipal construído entre 1911 e 1913, incluindo o prédio do magistrado
- Escola evangélica de 1896–1897 (atualmente o Complexo Escolar João Paulo II)
- Escola do início do século XX (atual Complexo do Ensino Médio)
- Lar das Criancinhas de 1914 (atualmente uma clínica médica)
- Complexo da estação ferroviária — estação ferroviária de ca. 1900, prédio de despacho, duas torres de água, 6 casas de trabalhadores na rua Kolejowa
- Prédio dos correios de cerca de 1900
- Pousada (atualmente um restaurante) do final do século XIX

## Transporte

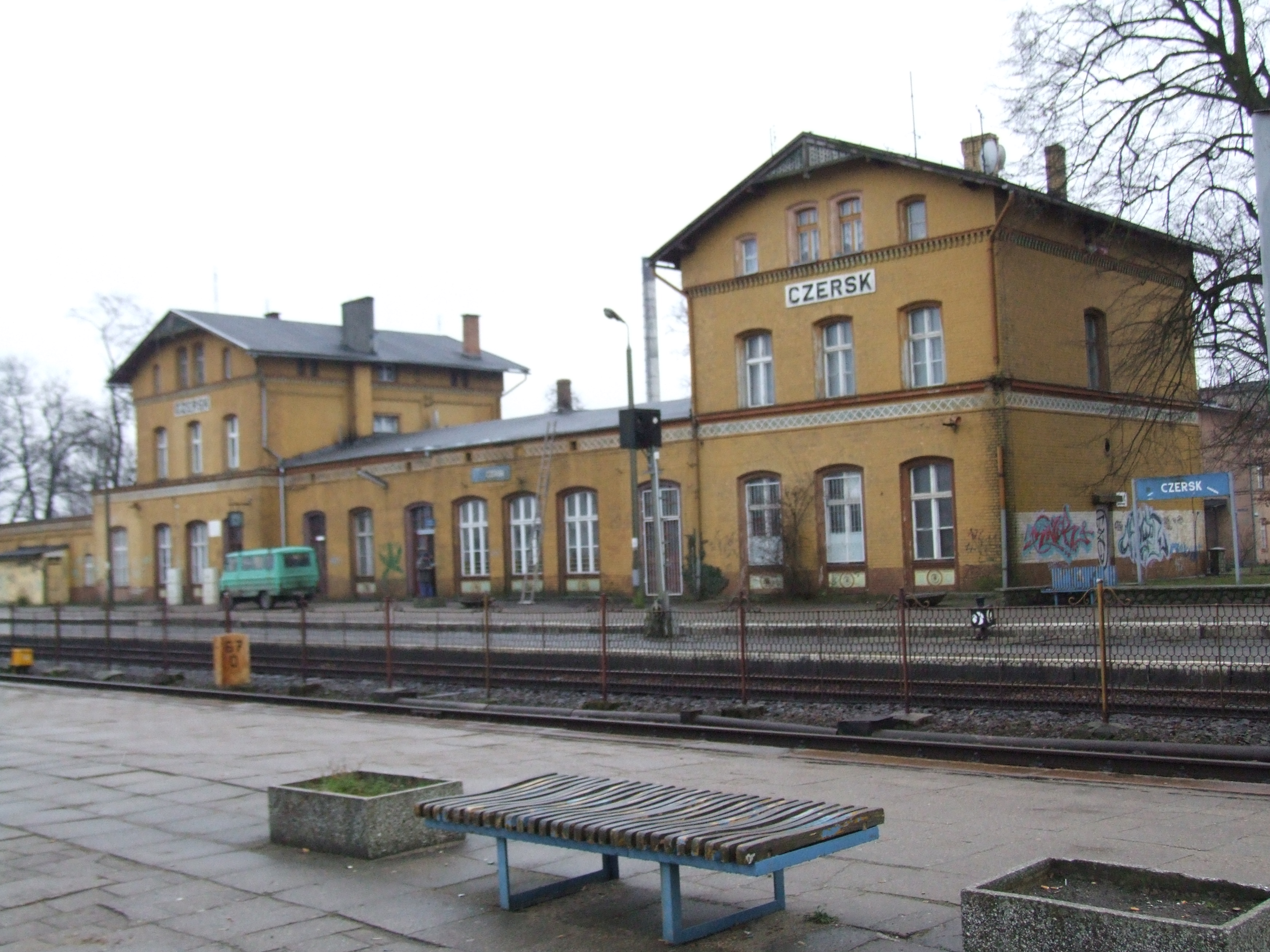
Estação ferroviária em Czersk

### Transporte ferroviário
Duas linhas de trem passam pela cidade:
- Linha ferroviária n.º 203 de Tczew a Kostrzyn nad Odrą — uma linha de via dupla não eletrificada, a chamada Ostbahn.
- Linha ferroviária n.º 215 de Laskowice Pomorskie a Bąk — linha não eletrificada de via única.

A estação ferroviária de Czersk está disponível para os viajantes. A cidade tem conexões ferroviárias diretas com Tczew, Chojnice, Laskowice Pomorskie, Gdynia, Gorzów Wielkopolski, Kostrzyn. Os trens são fornecidos pela Arriva RP, Przewozy Regionalne e PKP Intercity.

### Transporte rodoviário

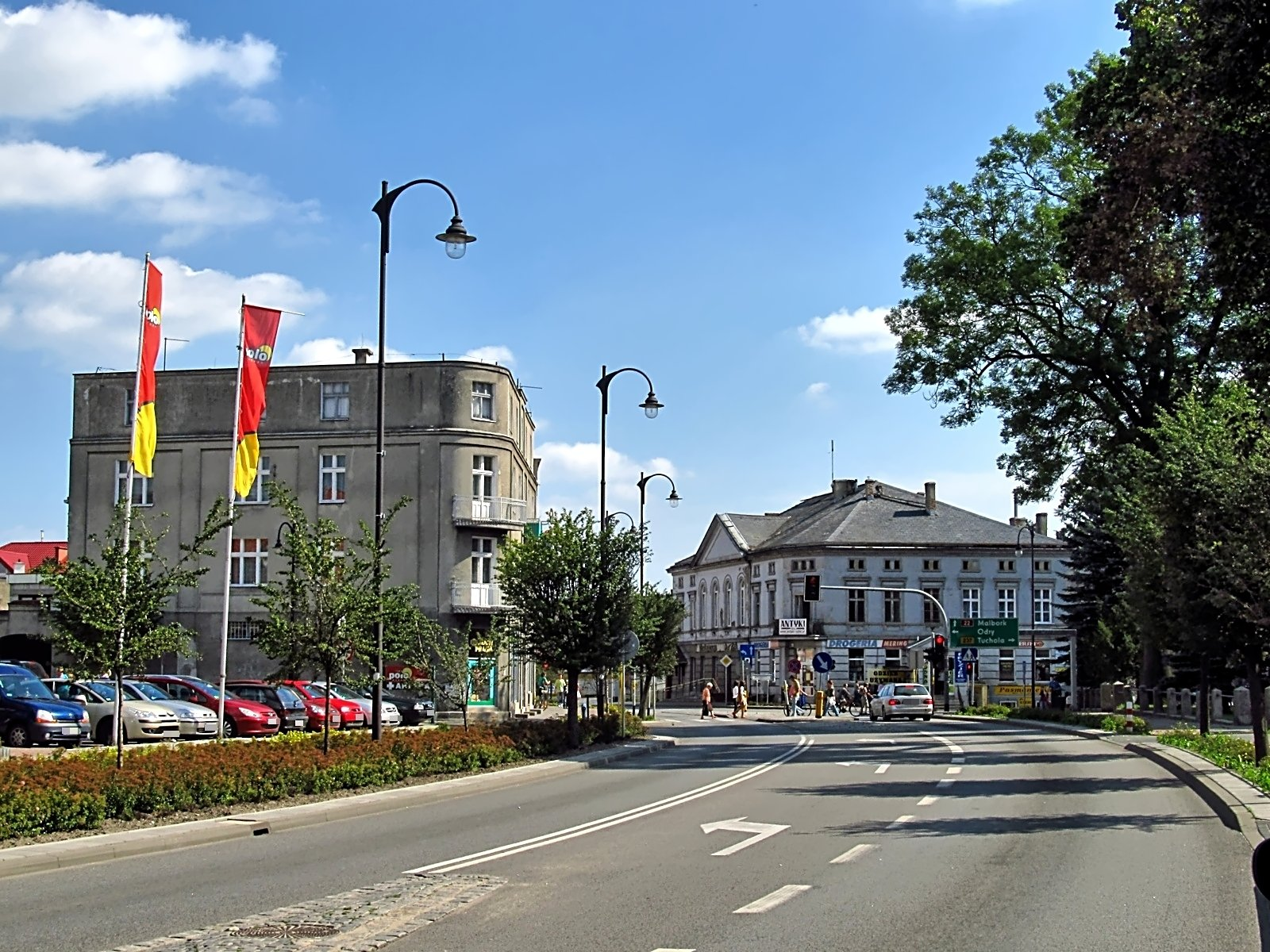
Cruzamento das ruas principais

As seguintes estradas passam pela área da cidade:
- Estrada nacional n.º 22: Grzechotki — Malbork — Starogard Gdański — Czersk — Chojnice — Człuchów — Wałcz — Gorzów Wielkopolski — Kostrzyn nad Odrą (a principal estrada que atravessa a cidade e a comuna — popularmente conhecida como berlinka), fornecendo uma conexão entre Czersk e a Tricidade, Piła e Koszalin.
- Estrada provincial n.º 237: Mąkowarsko — Tuchola — Czersk, que fornece uma conexão com Bydgoszcz.

O transporte de ônibus em Czersk e arredores é fornecido pela PKS Chojnice e pela empresa privada Robus. A cidade tem conexões diretas de ônibus com Chojnice, Tuchola, Kościerzyna, Karsin, Czarna Woda e cidades menores nos arredores.

## Comunidades religiosas
- Paróquia Católica Romana de Santa Maria Madalena, rua Kościuszki 34[20]
- Testemunhas de Jeová: congregação de Czersk (Salão do Reino em Złotów)